# 캘리포니아 대학교 버클리

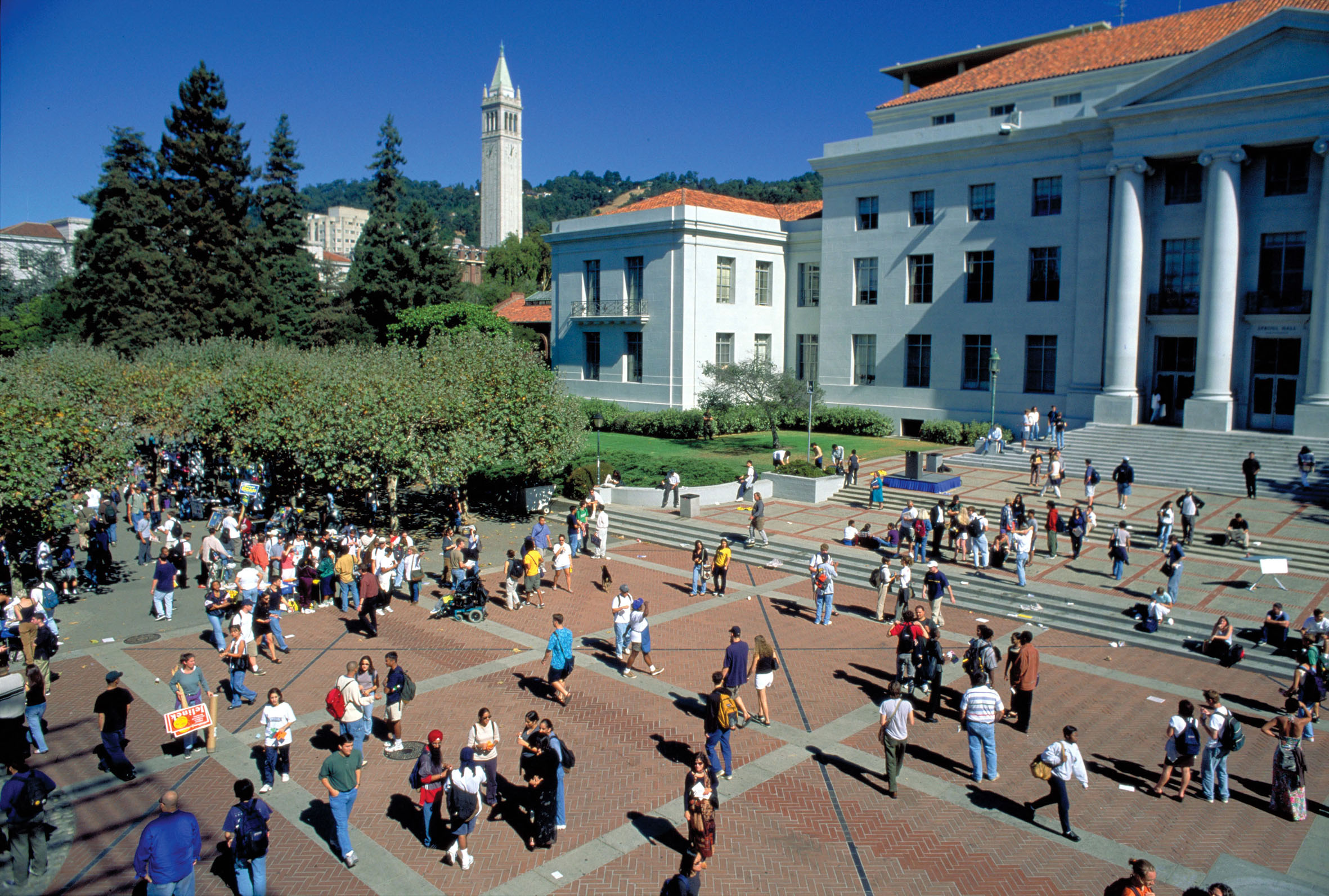
UC 버클리 캠퍼스 풍경

캘리포니아 대학교 버클리(영어: University of California, Berkeley: UC 버클리)는 미국 캘리포니아주 버클리에 위치한 캘리포니아 대학교 시스템 중 최초로 1868년에 설립되었다. 2024-25년 U.S. 뉴스 & 월드 리포트의 세계대학랭킹에서 5위, ARWU에서 5위에, THE에 8위에, QS위에 12에 랭크되어 있다. 2022년을 기준으로 총 110명의 노벨상 수상자들과 연고가 있는 UC 버클리는 세계에서 3번째로 수상자를 많이 배출한대학이다. 또한 14명의 필즈상 수상자, 25명의 튜링상 수상자를 배출했으며, 전직 및 현직 교수들 중에는 258명이 미국 과학 진흥 협회, 144명이 미국 국립과학원 (National Academy of Sciences), 90명이 미국 공학한림원 (National Academy of Engineering), 49명이 미국철학학회의 회원이다.
각종 이과 분야, 특히 화학의 발전에 중요한 기여를 해 왔으며, 플루토늄, 버클륨, 로렌슘, 캘리포늄 등, 원소 주기율표의 92번째인 우라늄부터 106번째인 시보귬까지 UC 버클리의 교수들이 발견하였다. 인터넷, BSD, 오픈 소스, 월드 와이드 웹의 초기 개발과 발전에도 크게 기여했다. 어니스트 로렌스가 사이클로트론 입자 가속기를 UC 버클리 물리학과에서 발명하였고, 플루토늄 역시 화학과 교수 글렌 T. 시보그 교수가 버클리에서 발견하였다. 또한 제2차 세계 대전 중에 로스앨러모스 국립 연구소장이 되어 여러 학자들과 함께 원자폭탄을 만들기 위한 맨해튼 계획을 수행한 "원자폭탄의 아버지"로 불리는 로버트 오펜하이머 역시 당대에 UC 버클리의 교수로 재직하고 있었다. 또한 "수소폭탄의 아버지"로 불리는 에드워드 텔러도 UC 버클리에서 활동하였으며, 오랜 기간 동안 학교에서 운영하는 로렌스 리버모어 국립 연구소의 소장으로 역임하였다. 매년 발표되는 노벨상 수상자들 중에서 이 학교 졸업생이 많으며, 이 학교에서 연구원을 했거나, 교수를 했던 또는 현재 하고 있는 분들이 많다. 이와 같이 이 학교는 인류 과학발전에 지대한 공헌을 해 오고 있다.

## 명칭의 혼동
UC 버클리라는 명칭은 동부 지역의 보스턴에 있는 미국의 음악대학인 버클리 음악 대학을 지칭하지 않는다. UC 버클리에는 실용음대가 없으며 인문대학(College of Letters and Sciences)의 음악학 학과에서 기초 인문학인 음악사학을 주로 연구한다. 러시아 근현대음악사 연구의 권위자인 리처드 타루스킨(Richard Taruskin)이 이 대학 교수로 재직하고 정년퇴임하였다. 노벨상 수상자가 120명에 이르는 UC 버클리와는 비교조차 불가하다.

## 설립 역사

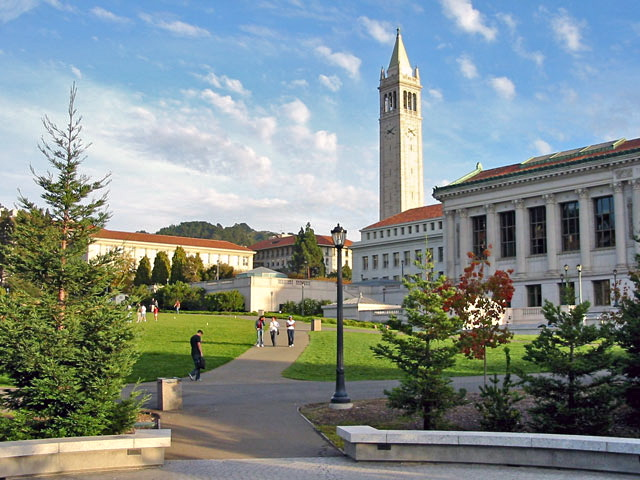
UC 버클리 캠퍼스 중앙에 있는 메모리얼 글레이드(Memorial Glade)

캘리포니아 대학교의 근원은 1849년의 골드러시에서 시작되었고, 캘리포니아주 헌법의 제정자들이 주민의 교육을 위해 1868년에 설립하였다. 아일랜드 출신의 철학자이자 주교였던 조지 버클리의 시 중 한 구절, "서쪽으로 제국이 방향을 틀도다..."의 뜻을 따라 예일 대학교 출신의 교수들이 캘리포니아로 이동해 UC 버클리 대학교 설립에 큰 기여를 했다. 예일대의 영향은 UC 버클리의 휘장인 파란색과 금색 중, 파란색이 예일대 휘장색인 예일 블루와 동일하다는 것에서도 드러난다.
버클리에서 시작한 캘리포니아 대학은 20세기에 캘리포니아 주의 인구가 급격히 증가하면서 현재는 10개의 독립적인 대학교가 있다 (UCLA, UC 데이비스, UC 샌디에이고, UC Irvine 등). UC 버클리는 캘리포니아 주의 첫 번째 주립대라는 그 상징성을 인정받아 캘리포니아 대학, 또는 애칭으로 '캘(Cal)'로 불리고 있다. 미국 NCAA 스포츠에서는 캘리포니아 대학교(University of California)라는 이름으로 정식 출정하고 있다. 서부에서 스탠퍼드 대학교와 라이벌 구도를 이루고 있고, 해마다 11월에 있는 두 대학의 미식 축구 게임인 '빅 게임'을 비롯하여 여러 스포츠에서 경쟁을 펼친다.

## 평가
미국에서 가장 권위있는 미국학술연구원 (National Research Council)의 가장 최근 2010년 평가자료에 따르면, UC 버클리의 박사과정 프로그램 48개가 10위권 내에 포함되어 이 점에 있어서는 미국 내 모든 대학들 중 가장 우수하다.
2024-25년 《U.S. 뉴스 & 월드 리포트》 세계대학 순위에서 세계 5위 (Harvard, MIT, Stanford, Oxford, UC Berkeley, .....) 및 미국내 학부 17위 (2024-25년), 2024년 세계대학학술랭킹(ARWU: Academic Ranking of World Universities)에서 세계 5위(Harvard, Stanford, MIT, Cambridge, UC Berkeley ...), 2025년 타임즈 고등교육 (THE: The Times Higher Education) 세계대학 학술 순위에서는 세계 8위 (Engineering 세계 3위, Physical Science 세계 2위) 그리고 평판도 순위 (세계 6위), 2024 QS World University Rankings 세계대학 순위에서 10위(미국내 4위)로 랭크됨. PitchBook University Ranking (August 30, 2024)에서는 UC 버클리 학부생들이 창립한  회사 수가 1,642로서 스탠퍼드(1,397개)를 제치고 세계 1위를 차지하였다.
세계대학랭킹이나 U.S. News & World Report 미국내 대학 학부 전체 랭킹(17위)에서 UC 버클리의 세계적인 연구성과와 국제적인 학문적인 평판이 탁월함에도 불구하고 몇 몇 사립대학들 보다 약간 낮은 이유는, 교수당 학생비율(교육환경), 졸업률, 국제학생의 수 등과 같은 공립대에 불리한 평가기준을 포함하기 때문이다. 주 정부 지원으로 운영되는 대규모 공립대가 소규모 사립대들에 비해 매우 불리하기 때문이다. 학부과정에서 공립학교는 사립학교 보다 저렴한 학비에, 주 내 학생을 받아야 하고, 편입학생도 받아야 하는 등 보다 많고 다양성(인종, 소수민족, 특기, 저소득층 등)을 가진 주내 학생들도 받아들여 교육시키고자 하는 공립학교 설립 목표를 가지고 있기 때문에, 이런 평가기준들로 비교하면 학생 수가 많은 공립학교가 중소규모 사립학교에 비해 불리할 수 밖에 없다.
그러나, U.S. News & World Report 2024-2025 학부 전공별 랭킹을 보면, 대부분 전공 분야에서 미국내 최상위권이다(공대 3위; 데이터 사이언스, 환경공, 심리, 경제 1위; 컴사/컴공, 전기전자통신, 재료공, 토목공, 경영 2위; 화공, 기계공 4위; 경제, 산업공 5위; 의공 6위 등). 그리고 2025년 대학원 랭킹은 거의 모든 전공에서 미국내 최상위권임을 보여준다 (공대 3위; 컴공, 전기전지통신, 환경공학 1위; 컴사, 화학, 화공, 토목, 통계 2위; 기계공, 재료공, 산업공, Bio, 물리, 수학, 생물, 지구과학 3위; 생명의공 4위; 핵공 7위; Part-time MBA 1위; 공공정책 3위; 영어, 경제, 역사, 심리, 사회학 1위; 정치 2위; 교육 6위, 경영 11위 등). 학문 분야별 랭킹면에서 있어서는 UC 버클리가 개설한 문과, 이과, 공대 (의대가 없음) 할 것 없이 거의 모든 전공이 최상위권에 랭크되어 있다.

## 저명한 동문

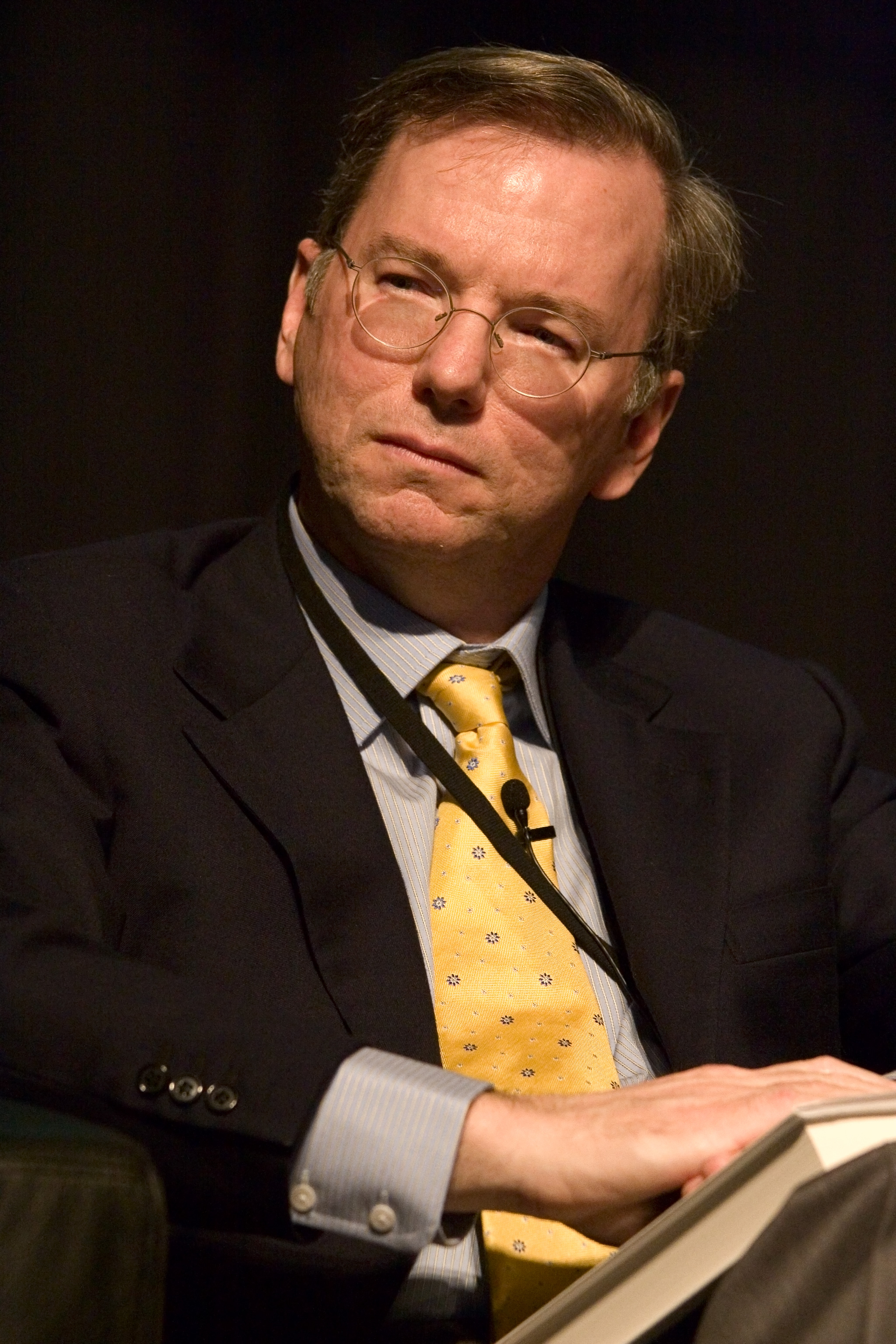
에릭 슈밋, 컴퓨터 과학 석사 1979, 박사 1982, 구글 회장

총 110명의 노벨상 수상자들과 연고가 있는 UC 버클리는 세계에서 3번째로 노벨상 수상자를 많이 배출한 대학이다.
UC 버클리 졸업생들은 여러 유명 기업들을 창업하였다. 애플 (스티브 워즈니악), 인텔 (고든 무어), 마이스페이스 (톰 앤더슨), 갭 (도널드 피셔), DHL (래리 힐블롬), 구글 보이스 (크레이그 워커)와 구글 어스 (존 행크), HTC (쉐어 왕), 썬 마이크로시스템즈 (빌 조이), BBN 테크놀로지 (리처드 볼트), 마벨 테크놀로지 그룹 (세핫 수타르자와 웨일리 다이), VM웨어 (다이앤 그린과 멘델 로젠블럼), 소프트뱅크 (손정의) 등이 버클리 졸업생에 의해서 설립된 대표적인 회사들이다.
이외에 주요 동문으로는 구글 회장 에릭 슈밋, 전 일렉트로닉 아츠 CEO 존 리치티엘로, 어도비 시스템즈 사장/CEO 샨타누 나라옌, 퀄컴 CEO 폴 E. 제이콥스, 제14대 연방대법원장 얼 워런, 캘리포니아 주지사 제리 브라운, 미시간 최초의 여성 주지사 제니퍼 그랜홈, 전 국무장관 딘 러스크, 전 세계은행 총장/국무장관/포드 자동차 회사 회장 로버트 맥나마라, 파키스탄 제4대 대통령 줄피카르 알리 부토, 노벨 물리학상을 수상한 제12대 에너지부 장관 스티븐 추, 전 이란 국방장관 무스타파 참란, 노벨 생리학·의학상 수상자 데이비드 줄리어스(2021), 앤드루 파이어와 캐럴 그라이더, 노벨 경제학상을 수상한 심리학자 대니얼 카너먼, 노벨 경제학자 더글러스 노스, 토머스 사전트와 토머스 셸링, 경제학자 존 케네스 갤브레이스, 플루토늄을 발견한 노벨 화학자 글렌 시보그, 노벨 물리학자 로버트 B. 로플린과 윌리스 유진 램, 컴퓨터 마우스를 발명한 튜링상 수상자 더글러스 엥겔바트, 튜링상 수상 컴퓨터 프로그래머 켄 톰프슨과 버틀러 램슨, 마이크로소프트 오피스 개발을 주도한 프로그래머 찰스 시모니, 헤지 펀드 매니저 제임스 해리스 사이먼스, 퓰리처상을 수상한 시인/작가/평론가 로버트 펜 워런, 영화 배우 그레고리 펙과 캐시 베이커, 수영 선수 내털리 코글린, 노르웨이 하콘 왕자가 있다. 한인 동문으로는 전 경제부총리 조순, 전 경제부총리 나웅배, 전 KAIST 총장 강성모, 전 고려대학교 전 총장서리 한승주, 전 고려대학교 명예교수 한승조, 전 보건복지부 장관 박능후 등이 있다. 이 대학교 학부 또는 대학원 졸업생들은 전 세계적으로 학계, 정계, 재계 등 뛰어난 인맥을 자랑한다. 우리나라에도 유명한 대학교의 교수진에, 과학/공학연구분야 또는 경영진에 많은 동문들이 있다. 특히 많은 법조인들이 법학대학원에 연수 또는 학위과정을 수료하고 있고 기업인들은 경영대학(원) MBA 등 과정을 수료하는 학교로서도 유명하다.
국방으로는 둘리틀 공습의 편대 리더인 제임스 둘리틀 중령(최종계급:대장)이 UC 버클리 OCS 출신이며, 한국전쟁 참전용사이자 미 24사단 사단장을 역임한 장성인 윌리엄 F. 딘 소장이 UC 버클리 ROTC 출신이다.

## 컴퓨터 과학에 대한 기여

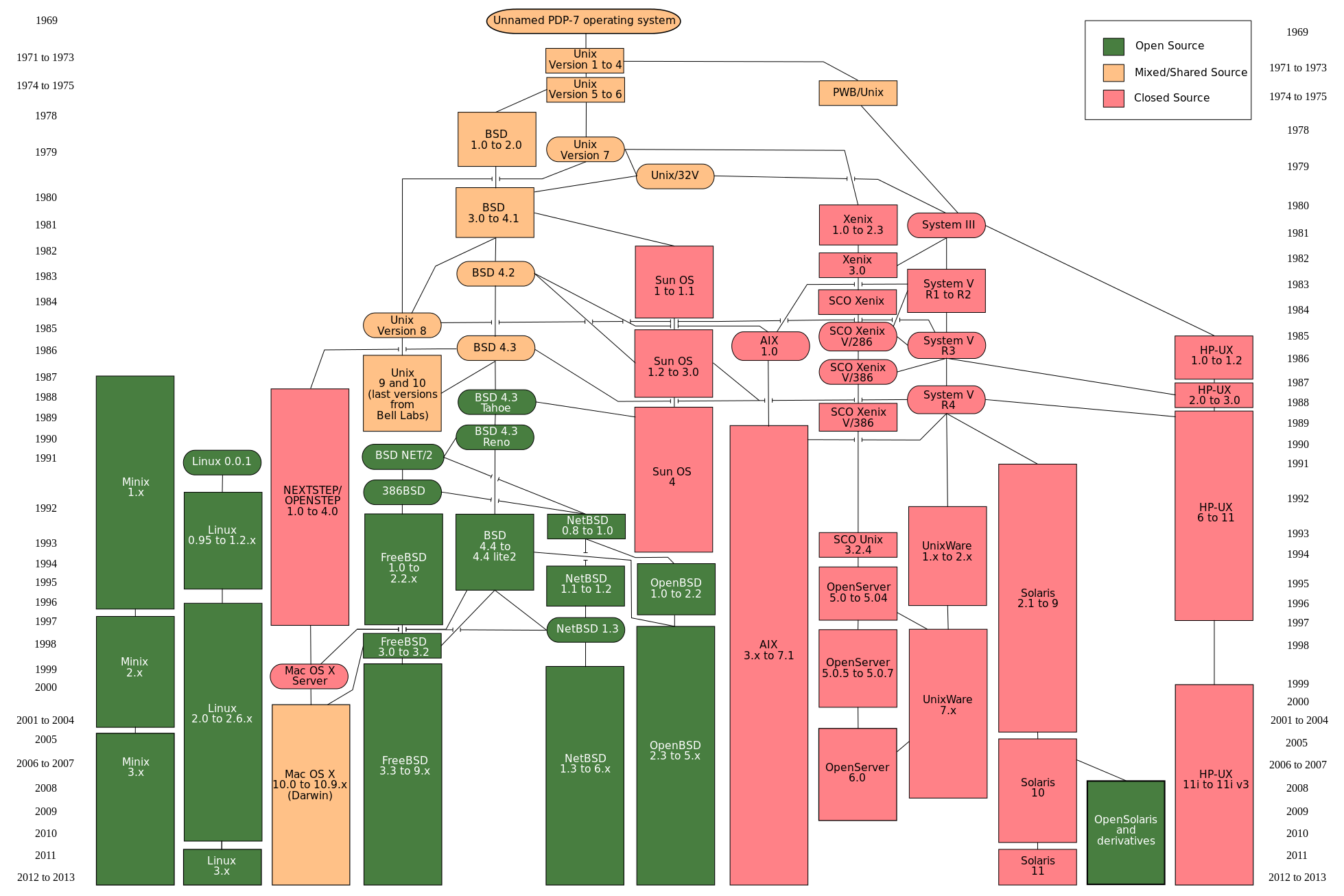
유닉스 족보

버클리는 인터넷과 오픈 소스의 초기 발전에 크게 기여했다. BSD 유닉스가 1977년 당시 대학원생이었던 빌 조이가 처음 발표한 이래, PostgreSQL(1970년대), Sendmail(1983), Tcl 언어와 Tk GUI 툴킷(1988년)이 버클리에서 시작되었다. 집적회로 제작 도구로 유명한 SPICE가 버클리 교수 도날드 페더슨(Donald Pederson)의 리드하에 만들어졌으며, espresso는 로버트 브레이튼과 알베르토 산지오바니가 만들었다. RAID와 RISC 기술은 데이비드 패터슨(David Patterson)이 개발하였으며, 윌리엄 카한(William Kahan) 교수가 주도하여 연구한 현재 IEEE 754 기준인 부동소수점의 연산에 관한 알고리즘과 연구가 있다. 학부생 연구 그룹인 XCF 에서는 김프 툴킷, 김프와 같은 여러 가지의 소프트웨어 프로젝트가 진행되었다. 1992년에는 이 그룹의 구성원이었던 웨이 페이-유안(Pei-Yuan Wei)이 최초의 웹 브라우저 중 하나인 ViolaWWW를 개발하였으며, 이 ViolaWWW는 임베디드 스크립터블 오브젝트, 스타일 시트와 테이블을 사용한 최초의 브라우저였다. 오픈 소스 정신의 일환으로, 그는 이를 썬 마이크로시스템즈에 기부하였으며 이는 자바 애플릿의 연구로 이어졌다. 또한, 이는 모자이크 웹 브라우저의 탄생에도 도움을 주었다. 버클리 출신들이 애플 컴퓨터, 컴퓨터 마우스, 워드프로세서 등을 발명하였다.
UC 버클리의 컴퓨터 과학에 대한 기여 중 널리 알려진 대중이 사용할 수 있는 것으로는 BOINC 프로젝트가 있다. 캘리포니아 대학교 우주과학연구소에서 개발한 오픈소스 그리드 컴퓨팅 플랫폼인 BOINC는 참여한 사용자 수가 230만여명, 사용된 컴퓨터가 680만대 등 해당 분야에서 성공적인 사례로 꼽힌다.
실리콘 밸리에 가장 많은 인재를 공급하는 학교 중 하나이며 스텐퍼드 대학교와 함께 실리콘밸리를 개척하였다고 볼 수 있다 High tech, 컴공/컴사, 경영, 바이오, 화학, 반도체, 기계, 환경, 금융, 서비스 등 다양한 분야에서 실리콘밸리의 지속적인 발전을 위해 기여하고 있다.

## 캠퍼스

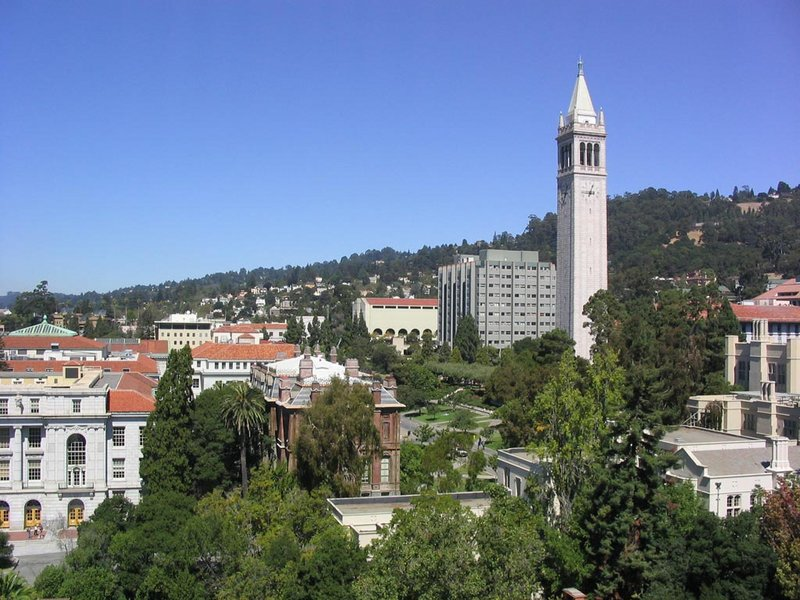
새더 타워(Sather Tower)와 그 주위의 캠퍼스 정경.

UC 버클리의 캠퍼스는 서쪽으로 샌프란시스코 만을 사이에 두고 샌프란시스코와 그 뒤로 태평양이 보이는 곳에 있다. 캠퍼스에서 금문교가 내려다보인다. 서쪽으로는 버클리시의 다운타운, 북쪽으로는 오클랜드 힐, 동쪽으로는 로렌스 버클리 국립연구원이 있고, 남쪽에는 히피의 발상지인 텔레그래프 애비뉴(Telegraph Ave)가 있다. 캠퍼스가 처음 세워졌을 무렵의 건물은 1873년에 건립된 사우스 홀이 유일하며, 현재는 20세기 최고의 건축가 중 한 명인 존 하워드(John Howard)가 지은 20개가 넘는 보자르식 건축물들이 주를 이루고 있다. 그 한가운데에는 UC 버클리를 대표하는 93.6m 높이의 새더 타워(Sather Tower)가 서 있다. 이 탑은 이탈리아를 제외한 전 세계에서 두 번째로 높은 시계 종탑이다. 1800년대부터 서 있던 나무들이 이룬 숲과 그 속에서 사는 다람쥐들, 그리고 고풍의 건물들이 이루는 평화롭고 조용한 분위기의 캠퍼스는, 캠퍼스 바깥의 복잡한 도시의 분위기와 활기찬 학생들과 함께 묘한 광경을 이루고 있다.

### 교육
UC 버클리는 연구 중심의 종합대학으로, 7,000개가 넘는 강의와 350개가 넘는 학위 프로그램을 제공하고 있다. 해마다 5,500명의 학사와 2,000명의 석사, 900명의 박사를 배출하고 있다. 학부내 학생 대 교수 비율은 17.8:1 정도이다.  학부 수업의 경우 수강 학생들이 많기 때문에(특히, weeder 과목) 좋은 성적을 받기 위해 경쟁이 매우 치열한 것으로 유명하다. 그리고 미국에서 가장 많은 박사를 배출하는 대학이다.
UC 버클리에는 14개의 단과대학으로 나누어져 있고 184개 이상의 학과와 프로그램이 운영되고 있다.
- 하스 경영대학 (Haas School of Business)
- 화학대학 (College of Chemistry)
- 교육대학원 (Graduate School of Education)
- 공과대학 (College of Engineering)
- 환경디자인대학 (College of Environmental Design)
- 신문대학원 (Graduate School of Journalism)
- 법학전문대학원 (School of Law)
- 정보대학 (School of Information)
- 문리대학 (College of Letters and Science)
- 자원대학 (College of Natural Resources)
- 검안대학 (School of Optometry)
- 보건대학 (School of Public Health)
- 리처드 & 로다 골드먼 공공정책학교 (Richard & Rhoda Goldman School of Public Policy)
- 사회복지대학 (School of Social Welfare)

### 학생 구성
2019, 2021, 2022년 학부 가을 신입생 통계
- 2019년 학부 지원: 88,066명 지원, 17.6% 합격 (SAT: 1330-1530. middle 50%). 그러나 International 지원자는 합격률이 훨씬 더 낮음(2019년 International 지원자들 경쟁에서 9.14% 합격. SAT: 1450-1530. middle 50%).
- 2021년 학부지원 합격률이 14.5%, 2022년 (11.4%), 2023년 (11.2%)[28]. 이 전체 합격률은 California 출신 학생을 많이 선발하기 때문에 좀 높아도, International 학생들의 점수는 California 지역 학생보다 훨씬 더 높아야 하고 합격이 더 어려움(International student admission rate: 2021년 8.2%, 2022년 5.5%). 그리고 공대 및 경영대 합격 점수는 웬만한 Ivy 학교들의 같은 전공보다 더 높음. 가장 경쟁률이 높은 학과는 컴퓨터 사이언스 (CS)로서 2.3% 합격률 (2023년), 1.9% 합격률 (2024년).
- UC 버클리 학부 지원하는 학생들은 UCLA, UC San Diego, UC Davis, 캘리포니아 대학교 어바인(UC Irvine),  등 같은 UC계열의 학교에 동시 지원하는 경우가 많다.
- 석사 지원: 16% 합격.
- 박사 지원: 9.7% 합격. 이 대학 대학원 프로그램들은 미국 내 최고의 프로그램 (Stanford, MIT, Harvard 등과 함께)을 가지고 있으므로 매우 입학하기 힘듬.

### 역대 총장
1952년 캠퍼스 총장 자리가 신설되었으며 현 총장인 Carol Christ는 12 번째의 총장이다.
| 역대 | 성명                | 재임 기간  |
| ---- | ------------------- | ---------- |
| 초대 | Clark Kerr          | 1952-1958  |
| 2    | Glenn T. Seaborg    | 1958–1961  |
| 3    | Edward W. Strong    | 1961–1965  |
| 4    | Martin E. Meyerson  | 1965, 대행 |
| 5    | Roger W. Heyns      | 1965–1971  |
| 6    | Albert H. Bowker    | 1971–1980  |
| 7    | Ira Michael Heyman  | 1980–1990  |
| 8    | Chang-Lin Tien      | 1990–1997  |
| 9    | Robert M. Berdahl   | 1997–2004  |
| 10   | Robert J. Birgeneau | 2004-2013  |
| 11   | Nicholas B. Dirks   | 2013-2017  |
| 12   | Carol T. Christ     | 2017-현재  |

## 대중문화 속의 버클리
- 《졸업》 (미국 영화, 1967), 영화 상당수 부분을 버클리에서 촬영했다. 여자 주인공이 버클리 대학 학생이다.
- 《꿈의 구장》 (미국 영화, 1989), 주인공이 버클리를 나왔다.
- 《원초적 본능》 (미국 영화, 1992), 주인공이 버클리 졸업생일 뿐만 아니라 영화 줄거리에서 버클리가 중요한 위치를 차지한다.
- 《매그놀리아》 (미국 영화, 1999), 톰 크루즈 캐릭터가 버클리를 졸업했다고 거짓말을 한다.
- 《보이즈 앤 걸즈》 (미국 영화, 2000), 영화의 첫부터 끝까지 버클리 학생들의 사랑과 우정에 대한 영화이다. 버클리 캠퍼스에서 촬영했다.
- 《캐치 미 이프 유 캔》 (미국 영화, 2002), 레오나르도 디카프리오 캐릭터가 버클리 로스쿨을 나왔다고 거짓말을 한다.
- 《헐크》 (미국 영화, 2003), 남녀 주인공 캐릭터들이 버클리 과학자들이다.
- 《하이 스쿨 뮤지컬: 졸업반》 (미국 영화, 2008), 남자 주인공이 영화 마지막에 버클리에 진학한다.
- 《혹성탈출: 진화의 시작》 (미국 영화, 2011), 제임스 프랭코 캐릭터가 버클리 출신의 과학자이다.
- 《트랜센던스》 (미국 영화, 2014), 남자 주인공(조니 뎁)과 여자 주인공 둘 다 버클리 과학자들이다.
- 《웨스트 윙》 (미국 드라마, 1999-2006), 여자 주인공과 대통령 수석 보좌관 캐릭터가 버클리 출신이다.
- 《24》 (미국 드라마, 2001-2010), 주인공 잭 바우어가 버클리 졸업생으로 나온다.
- 《The O.C.》 (미국 드라마, 2003-2007), 대부분의 캐릭터들이 다 버클리 출신이거나 버클리에 입학한다.
- 《탐정 몽크》 (미국 드라마, 2002-2009), 주인공 몽크의 출신 학교가 버클리로 나온다.
- 《그레이 아나토미》 (미국 드라마, 2005-현재), 한국계 배우 샌드라 오가 맡은 역할인 크리스티나 양이 버클리에서 박사 학위를 받은 것으로 나온다.
- 《아름다운 그대에게》 (일본 만화), 남자 주인공 사노 이즈미가 나중에 버클리에 들어간다.

## 갤러리

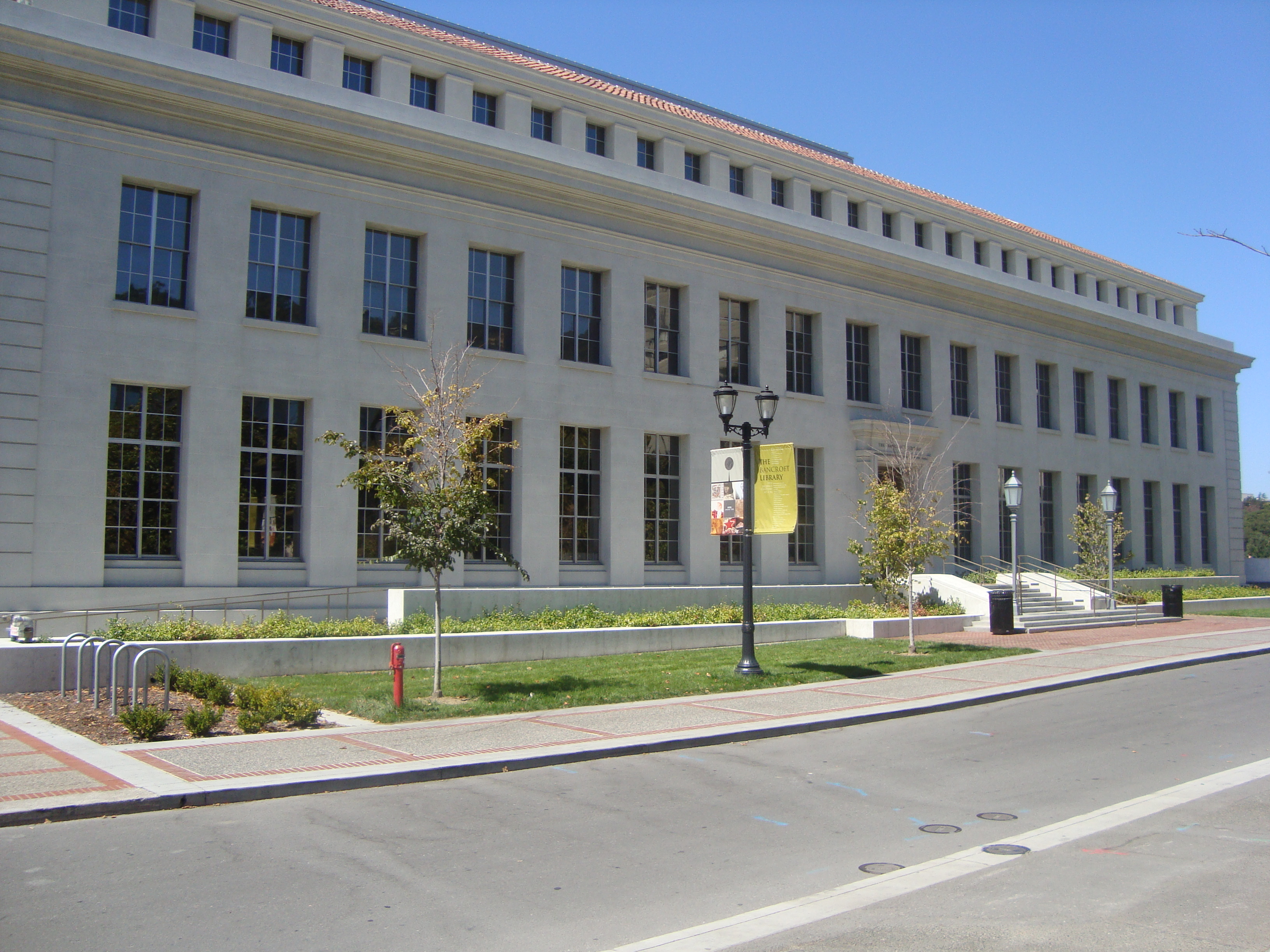
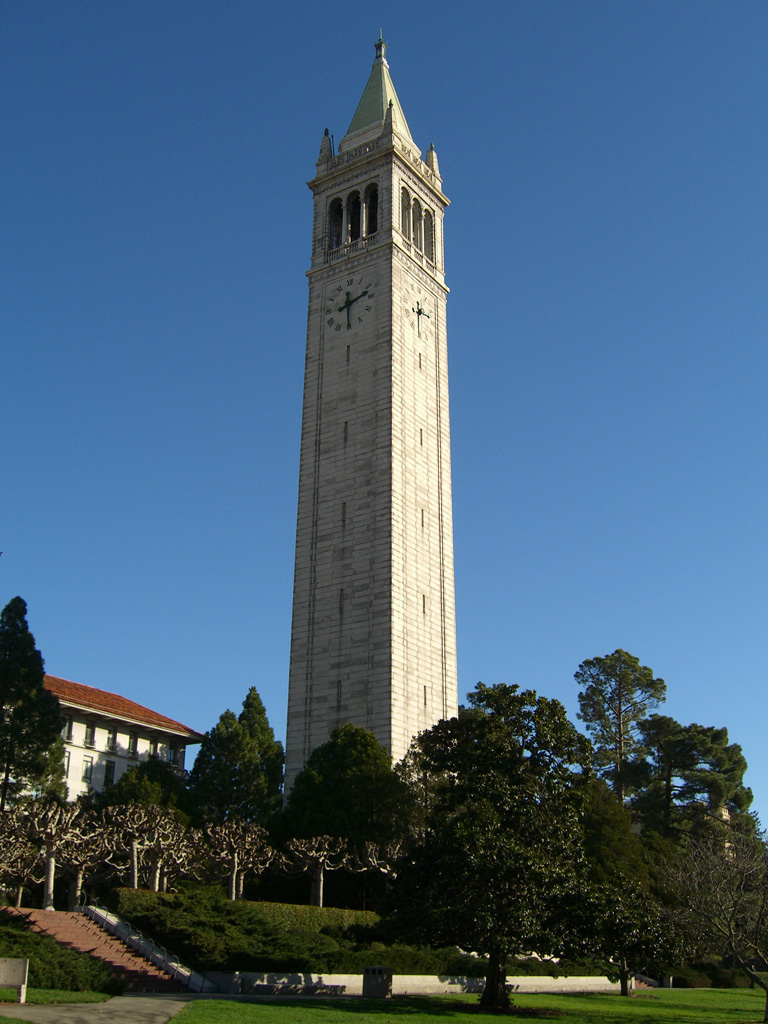
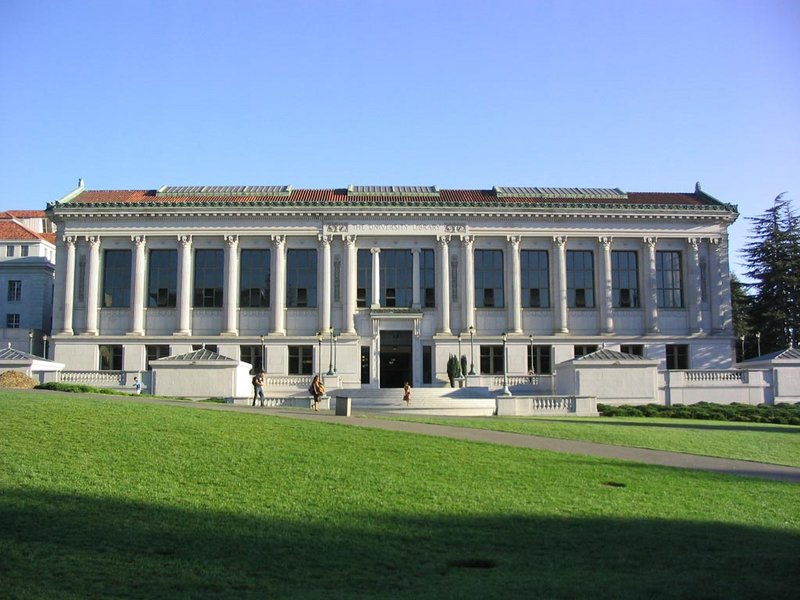
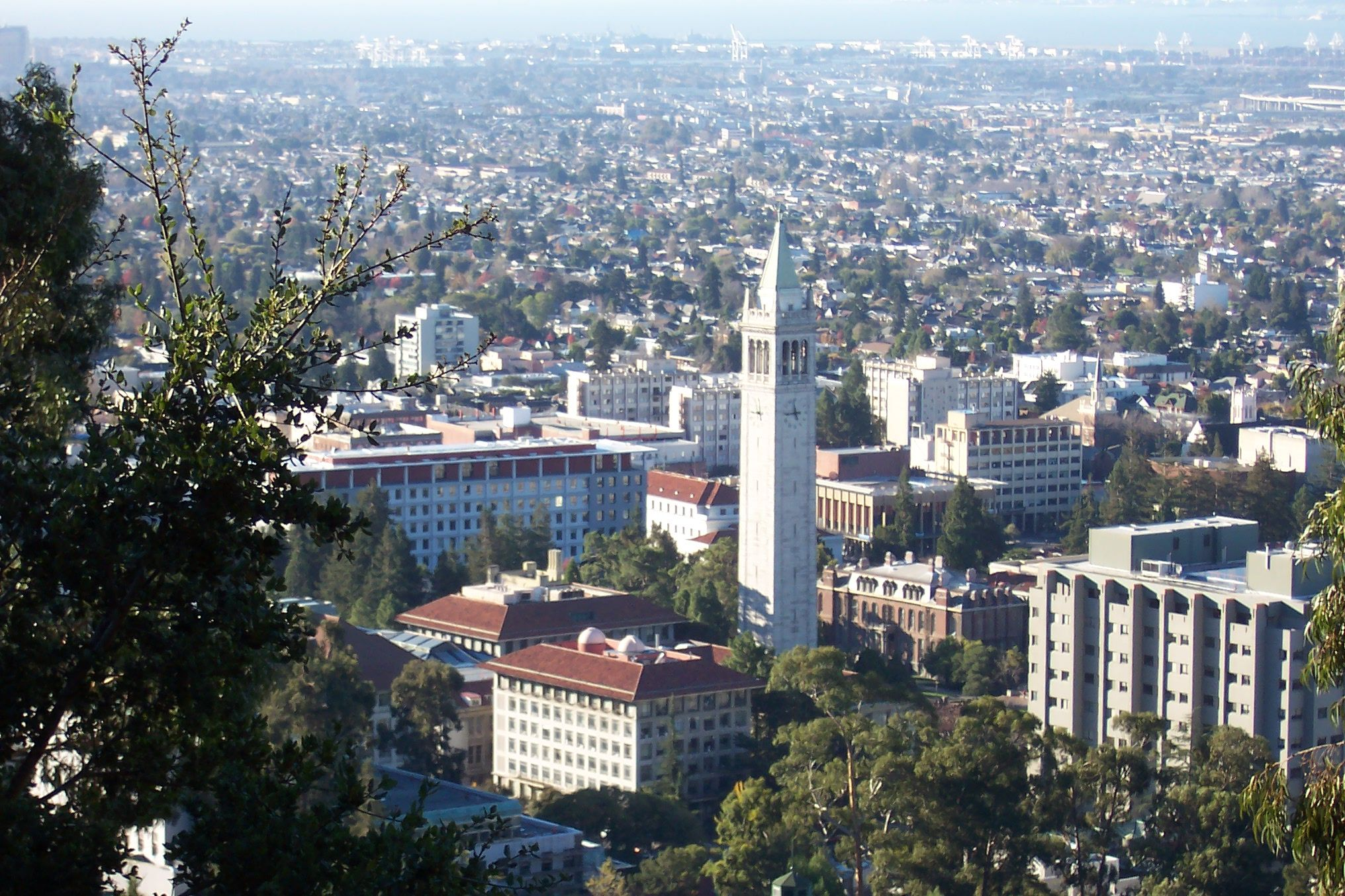
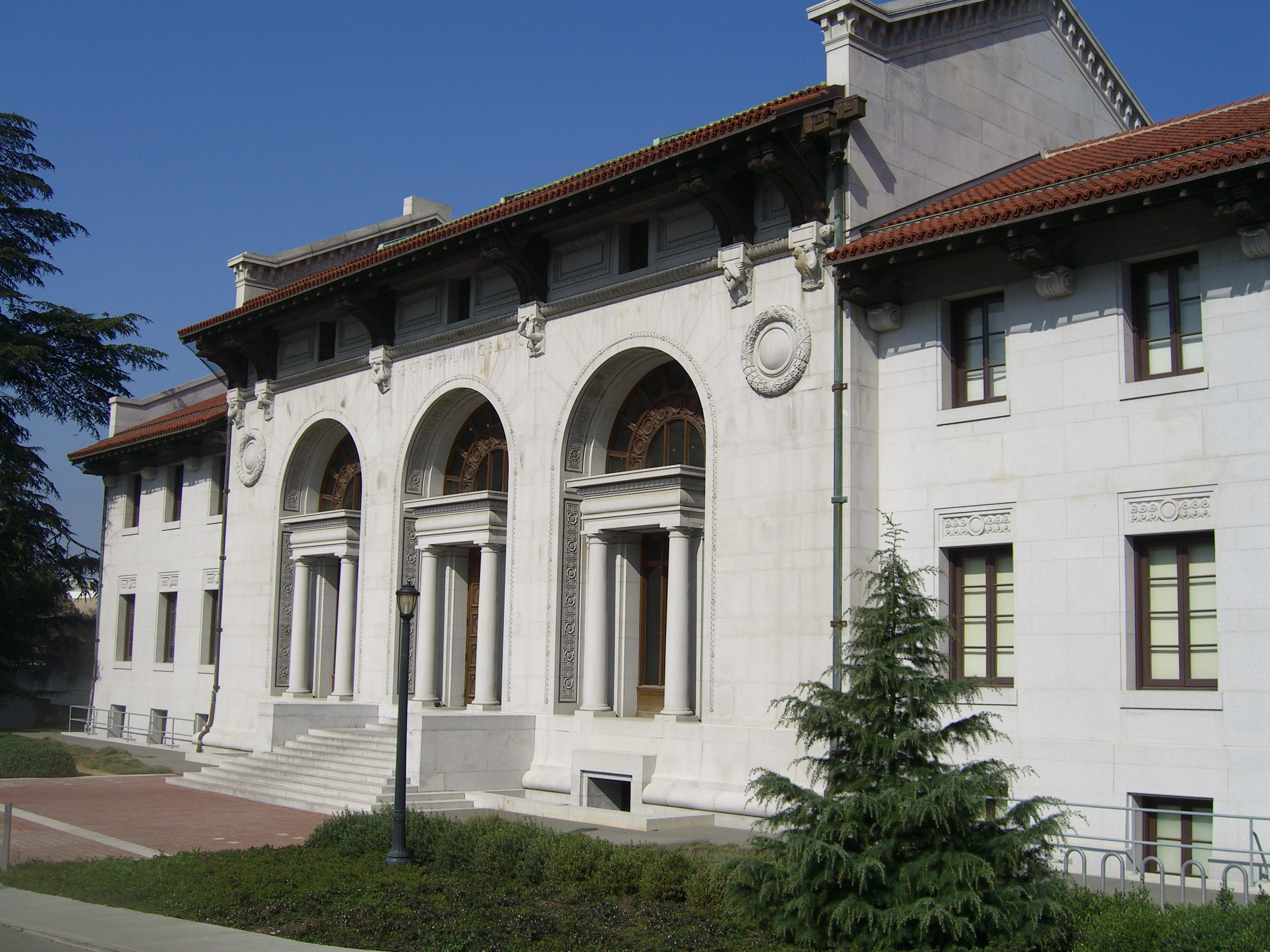
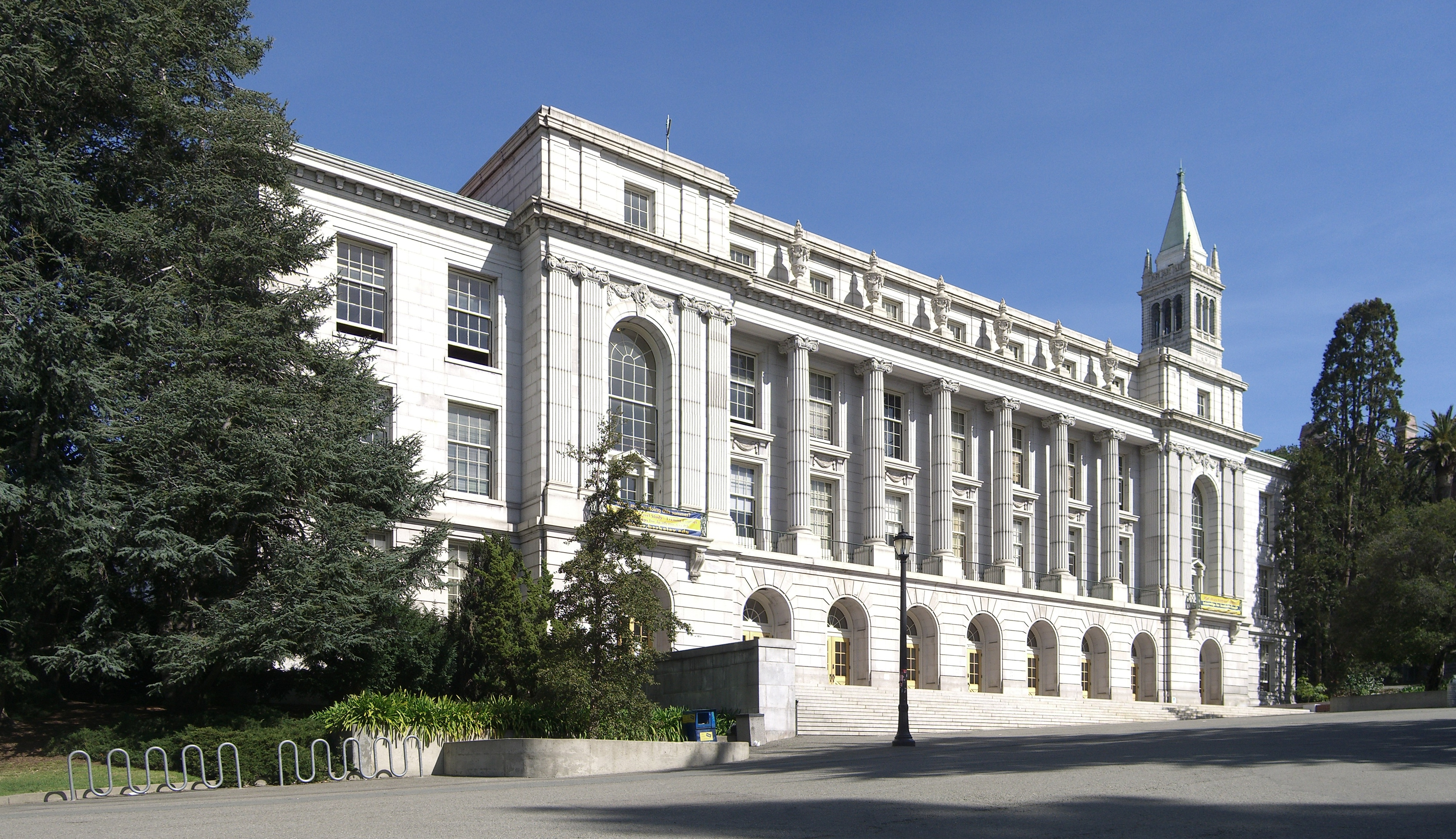
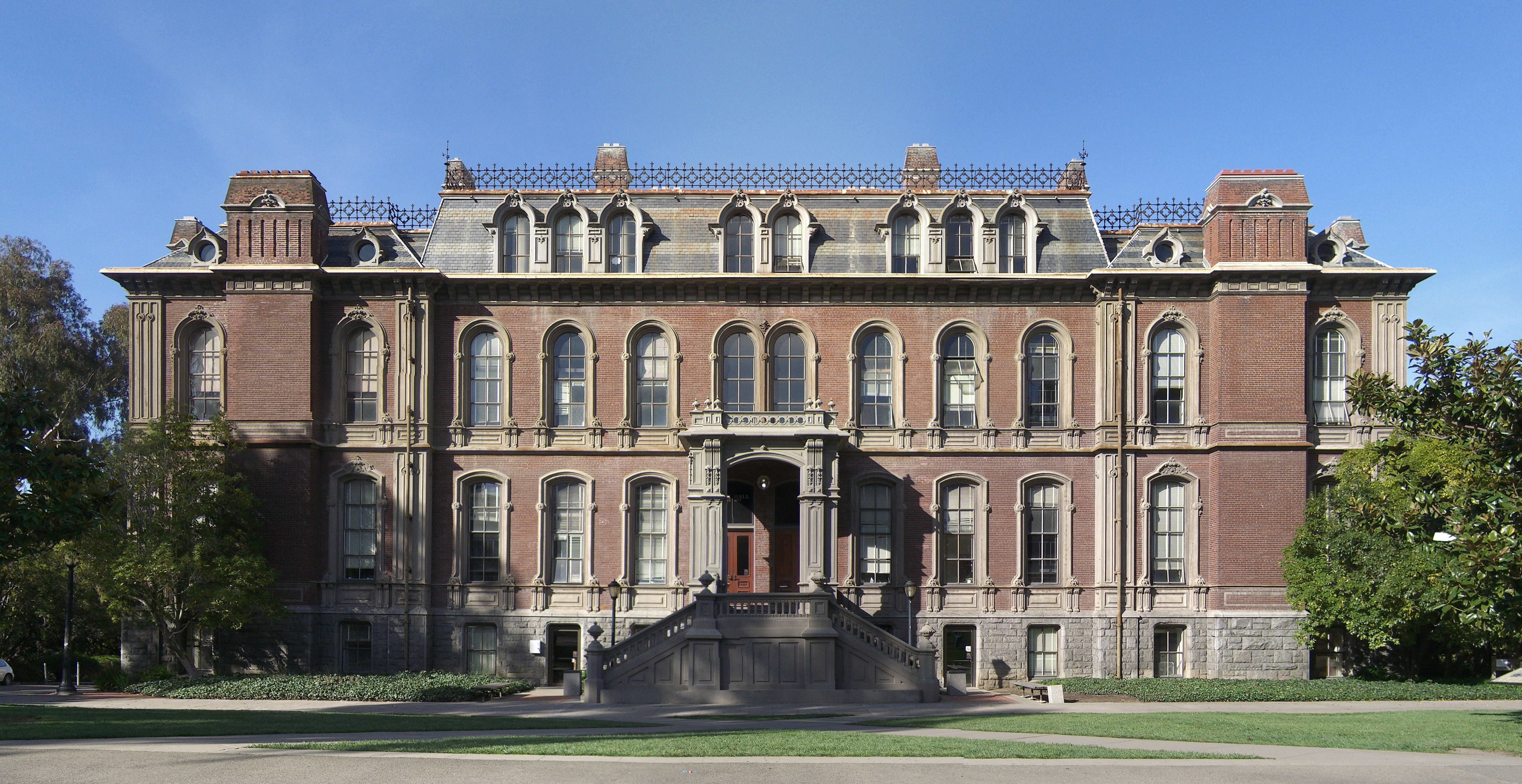
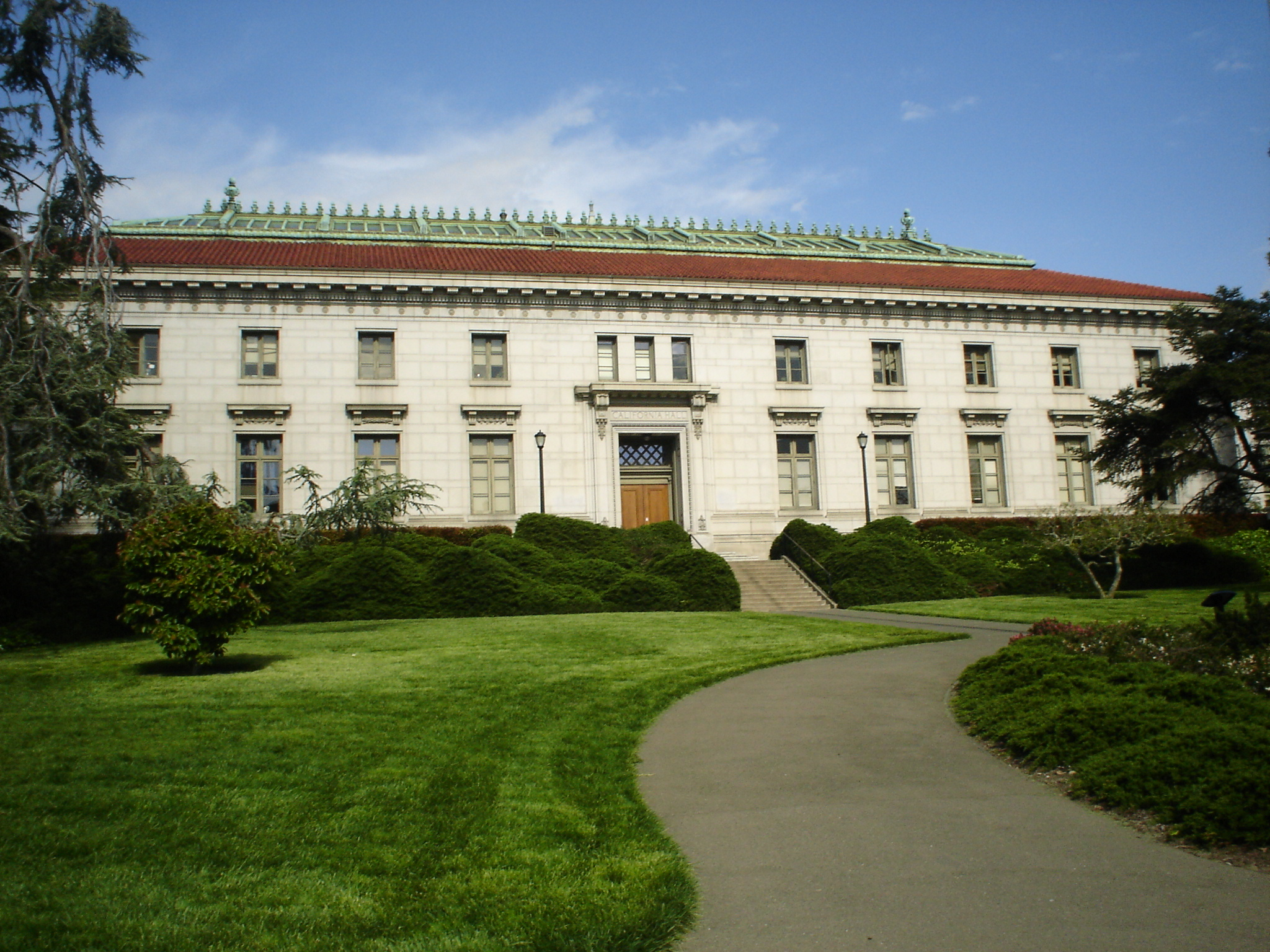
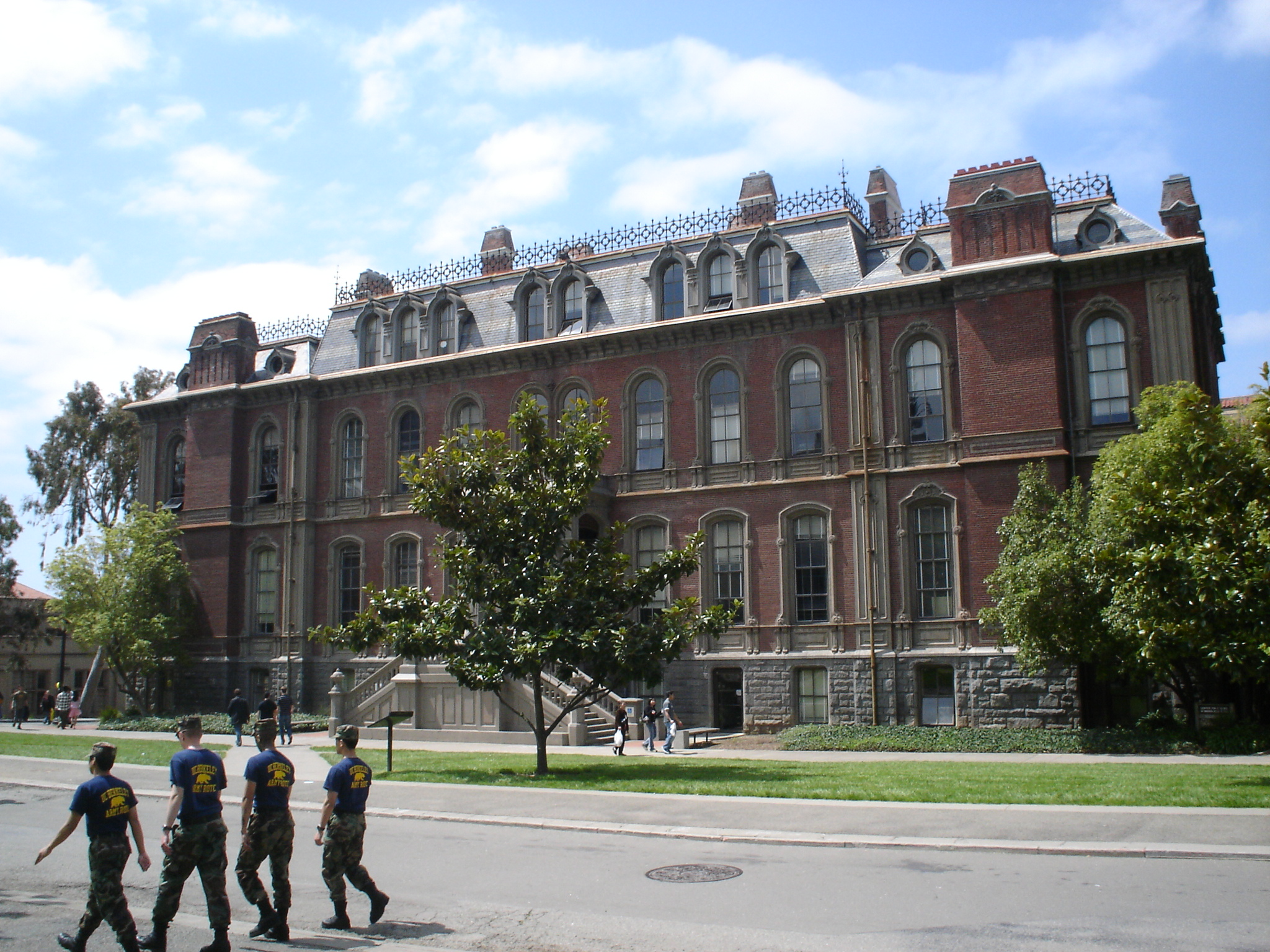
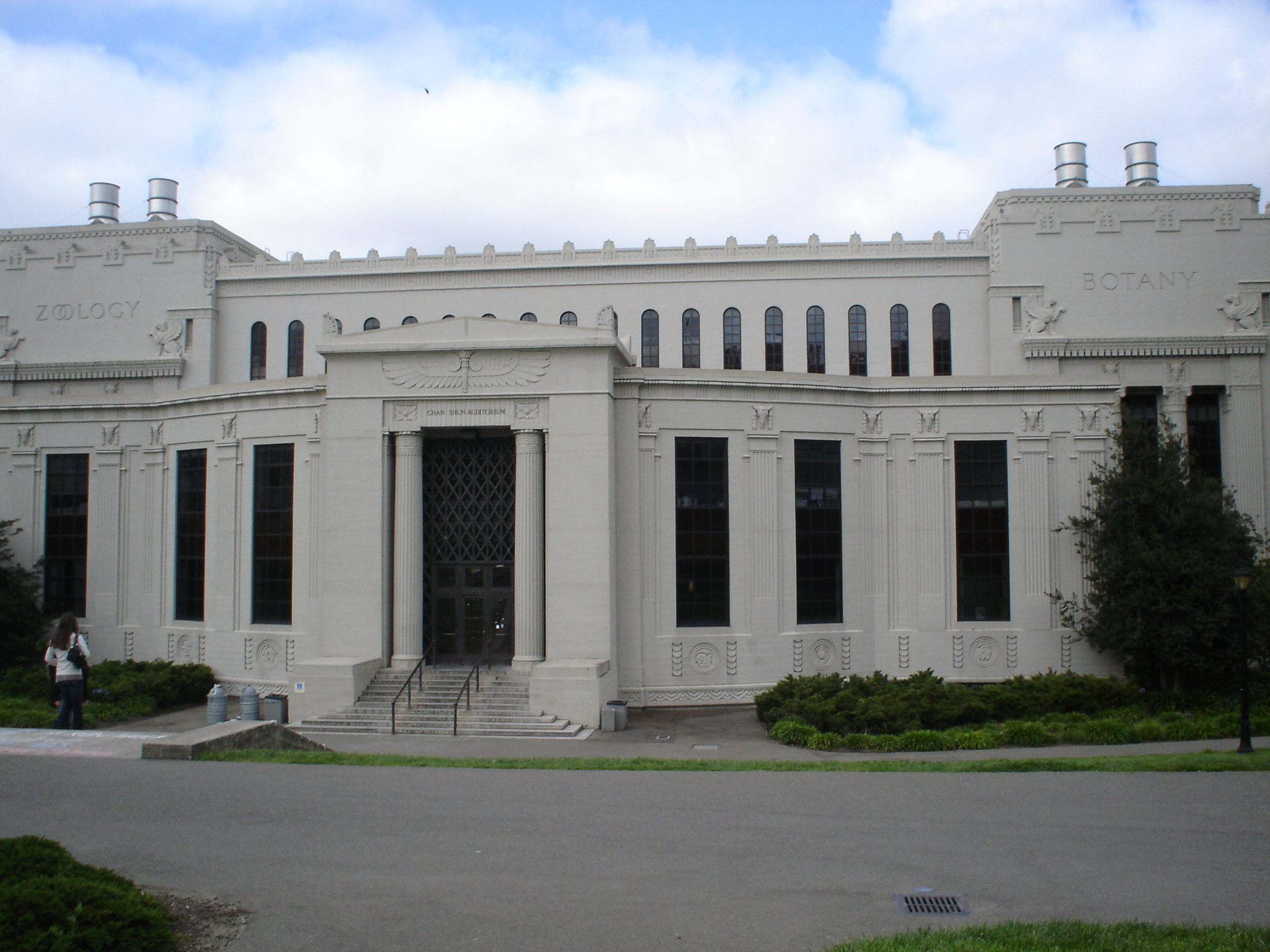
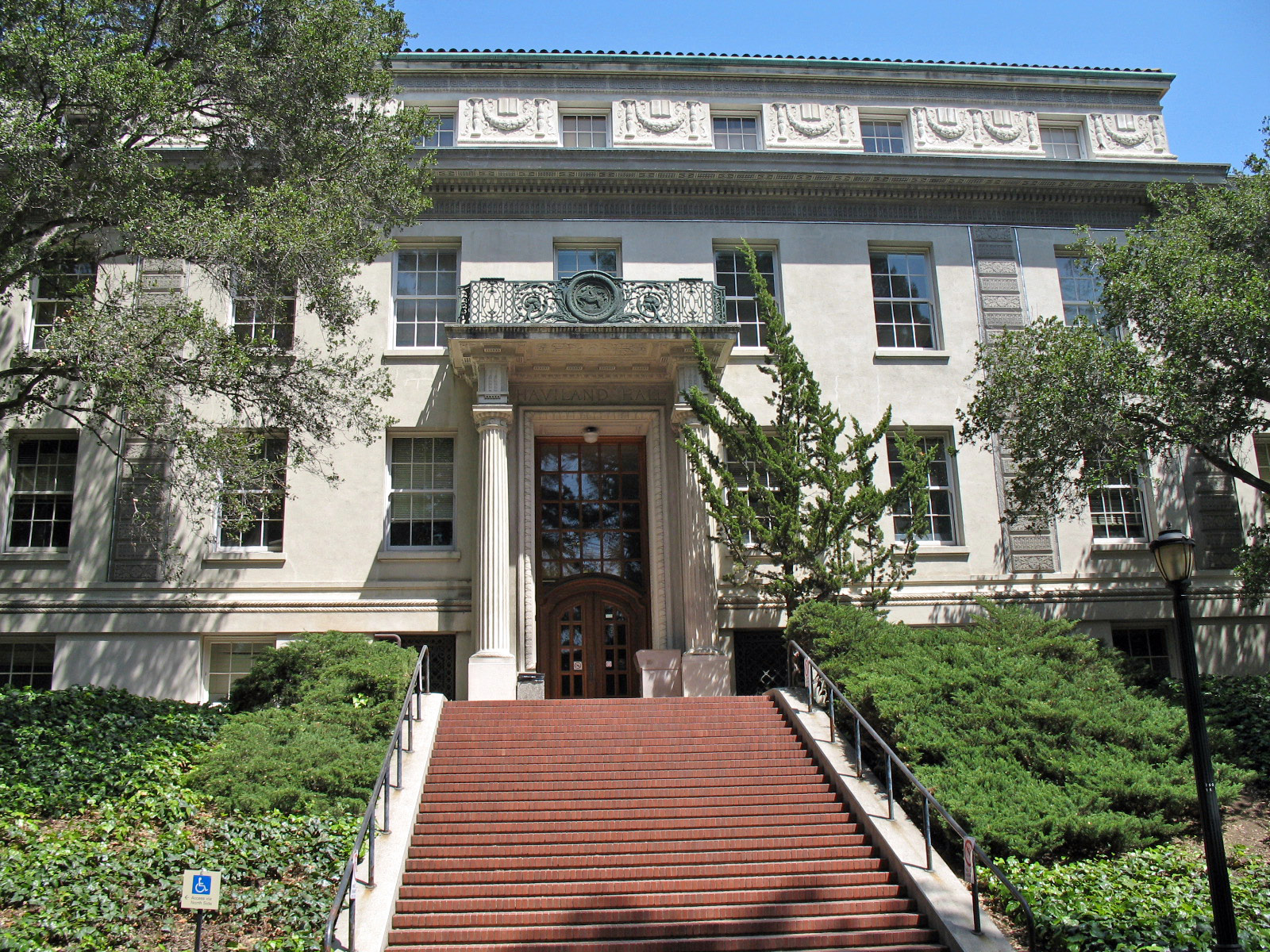
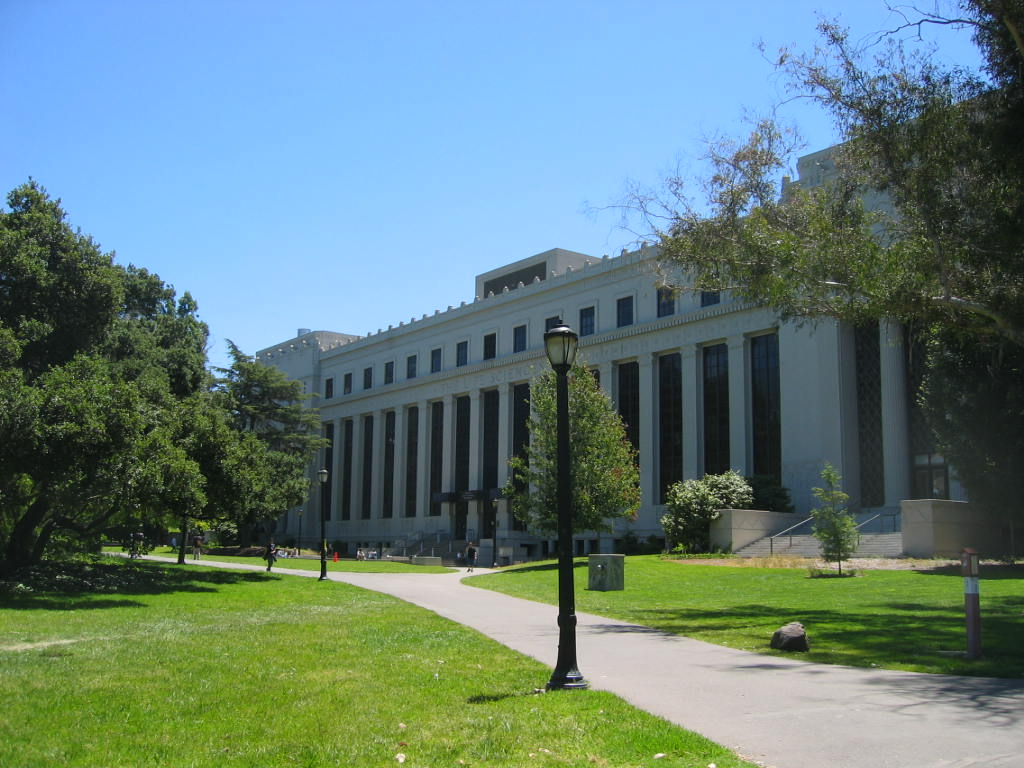
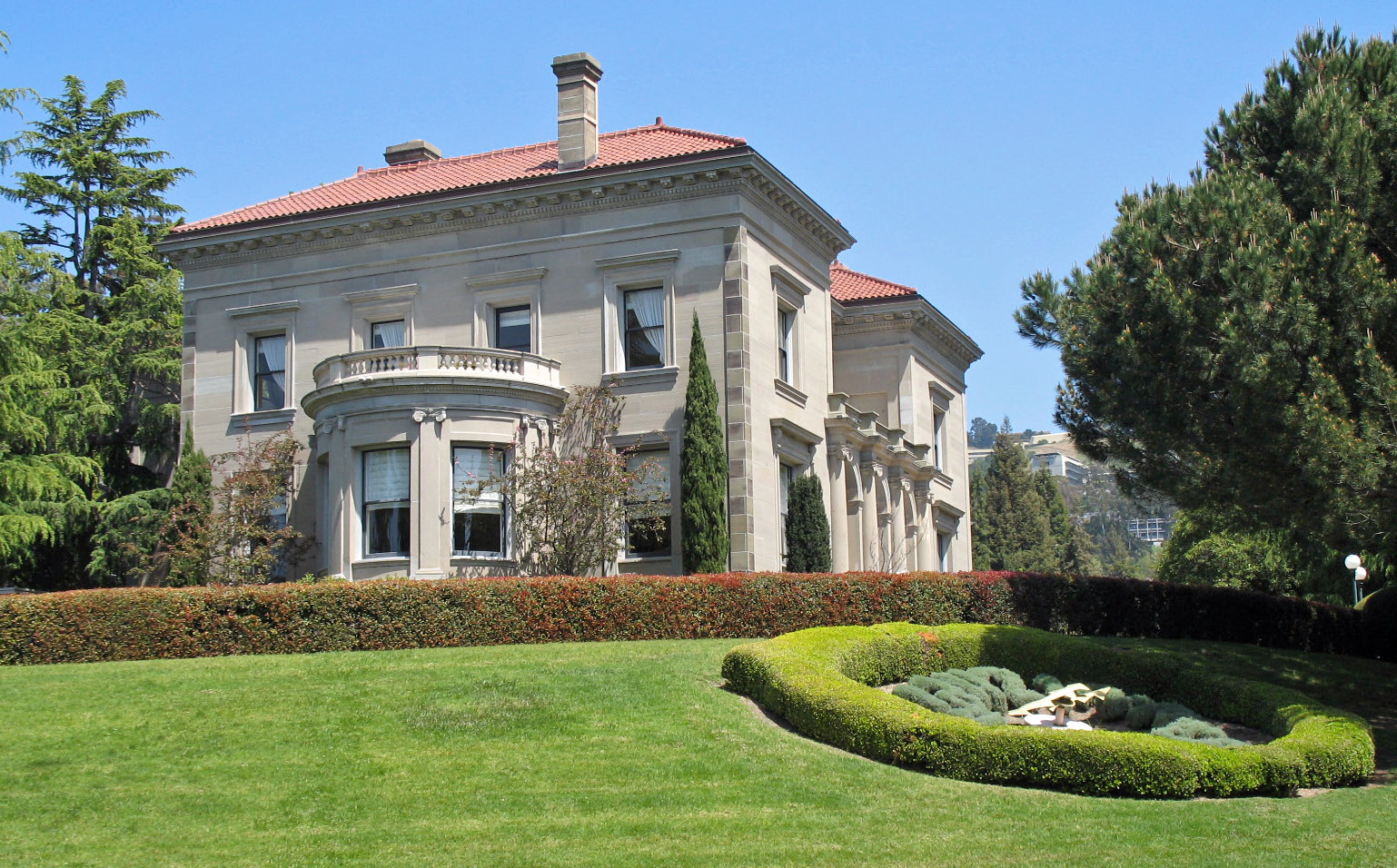
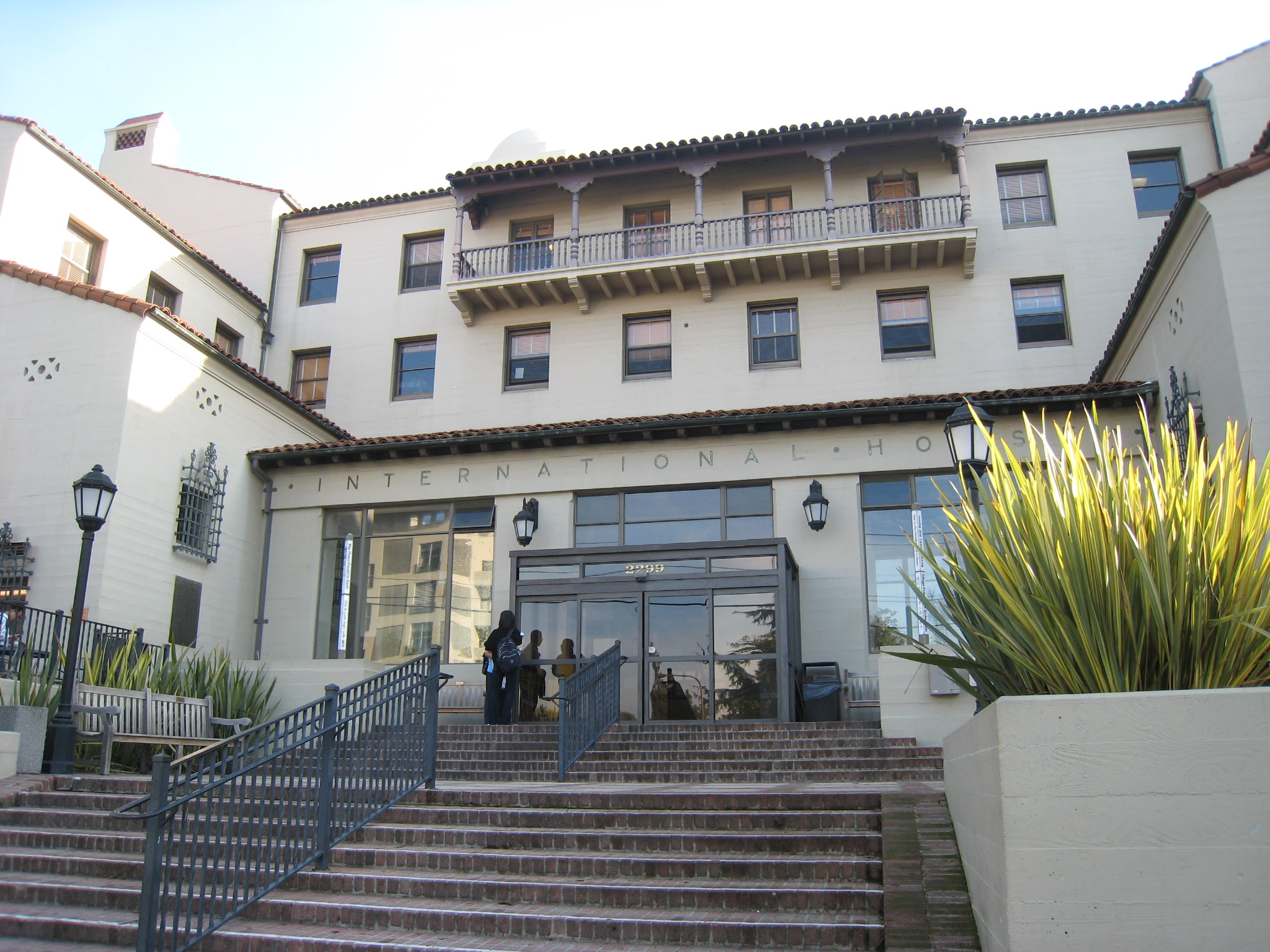
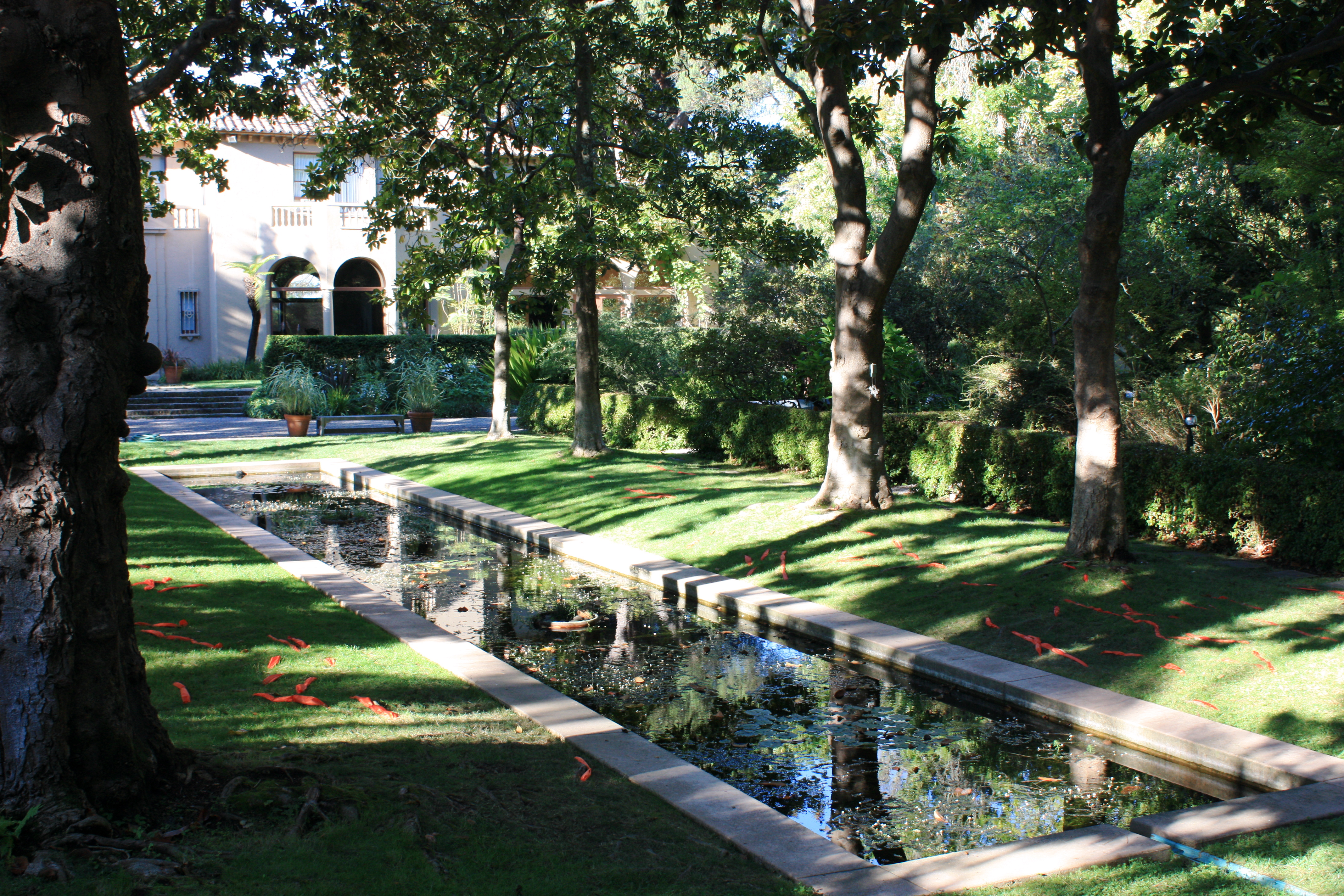

## 같이 보기
- UC 버클리 법학대학원